# Тома, Беатрис
Беатрис Тома (фр. Béatrice Thomas, род. 7 июля 1981, Пуатье) — французская профессиональная велогонщица, член команды ASPTT Dijon-Bourgogne в период с 2011 по 2012 годы.

## Карьера
Тома начала соревноваться в велоспорте в конце 1990-х годов и быстро заявила о себе на национальной арене. Уже в 2000 году она заняла 3-е место на престижной гонке Хроно Наций. В 2001 году молодая гонщица добилась серии побед на французских соревнованиях: она выиграла многодневную гонку Тур Лимузена, одержала победы на Essor Mayennais и Ronde du Maine, а также стала победительницей трофея Crédit Immobilier de France. В 2002 году Тома стала чемпионкой Франции среди женщин до 23 лет (Espoirs) в групповой гонке. На том же чемпионате она показала высокий результат и в основной категории, заняв 3-е место в элитной групповой гонке вместе со старшими спортсменками.
В 2003 году Беатрис Тома начала профессиональную карьеру, присоединившись к женской команде GS Mazza (Швейцария). В последующие годы она сменила несколько профессиональных команд, выступая преимущественно в шоссейных гонках разного уровня.
В 2005 году спортсменка вступила в клуб Vélo Sprint Narbonnais (VSN) в Нарбоне, что совпало с новым этапом её карьеры. Благодаря успешным выступлениям она вновь привлекла внимание тренеров национальной сборной: в феврале 2005 года Тома была приглашена на сбор национальной команды Франции в Амели-ле-Бен, где рассматривалась как часть перспективной «новой волны» французских гонщиц, призванной заменить поколение легендарной Жанни Лонго. Её высокая готовность на том сборе позволила тренерам включить Тома в число лидеров сборной наряду с известной гонщицей Эдвиж Питель.
С 2006 по 2007 год Тома выступала за французскую профессиональную команду Team Pro Féminin du Genevois. В этот период она добилась одного из главных успехов: победила в общем зачёте многодневной гонки Тур де ла Дром и выиграла один из этапов этой гонки. Летом 2006 года Тома была близка к титулу национальной чемпионки: на чемпионате Франции она финишировала второй в групповой гонке, уступив только легендарной 47-летней Жанни Лонго.
С 2008 года Беатрис Тома представляла команду ESGL 93-GSD Gestion. В её составе она выступала на международных соревнованиях и продолжала регулярно занимать призовые места. Так, в 2008 году Тома выиграла классическую однодневную гонку Приз города Мон-Пюжоль (женский) и по итогам сезона заняла третье место в общем зачёте Кубка Франции среди женщин. В 2009 году пришёл один из самых ярких моментов карьеры: Беатрис проявила себя на международной шестидневной гонке Трофи д’Ор. Она атаковала на горном финише и сумела опередить сильнейших гонщиц мира, в том числе действующую чемпионку мира Николь Кук (Великобритания). Тома выиграла этот горный этап и захватила майку лидера. Перед финальным этапом её отрыв в генеральной классификации составлял всего 1 секунду от ближайших преследовательниц – экс-чемпионки мира Эдиты Пучинскайте и чемпионки Олимпийских игр Дианы Жилюте. Однако на последнем этапе Тома постигла неудача: за 6 км до финиша из-за поломки заднего колеса ей пришлось остановиться и потерять драгоценное время. В результате, несмотря на отчаянную помощь команды, она откатилась в общем зачёте, уступив итоговую победу Диане Жилюте. Тем не менее французская пресса назвала выступление Тома на Трофи д’Ор «выдающимся достижением», отметив, что она показала себя сильнейшей француженкой того периода. В том же 2009 году спортсменка заняла 3-е место в Классике Вьенна Новая Аквитания на дорогах родного региона, а также стала призёром многодневки Тур Приморской Шаранты (3-е место в общем зачёте плюс победа на одном из этапов).
В 2010 году Тома вошла в состав национальной сборной Франции на Женском Туре Катара – престижной гонки в Катаре, открывающей международный сезон. Однако вскоре после успешного начала сезона она получила серьёзную травму плеча, которая надолго выбила её из колеи. Несмотря на это, Беатрис сумела вернуться к соревнованиям ближе к лету и выиграть сразу два региональных титула: она стала чемпионкой региона Лангедок-Руссийон и победила в межрегиональном первенстве юга Франции. Кроме того, ей удалось занять 9-е место на чемпионате Франции 2010 года в групповой гонке в Шантонне. Многие полагали, что в 29 лет и после такой травмы Тома уже не сможет бороться за высокие места на национальном уровне, однако она продолжила карьеру: поставила целью полностью восстановиться и вернуть доверие тренеров сборной.
В начале 2011 года главный тренер национальной команды включил её в расширенный состав на предсезонный сбор в Булури. Весной 2011 Тома вновь стала показывать высокие результаты: например, она заняла 3-е место на втором этапе Кубка Франции — гонке Приз города Мон-Пюжоль (женский), финишировав сразу вслед за опытнейшей Эдвиж Питель. В 2011–2012 годах Беатрис выступала за профессиональную команду ASPTT Dijon-Bourgogne, представлявшую регион Бургундия. Эти сезоны стали заключительными в её профессиональной карьере.
После сезона 2012 года Беатрис Тома завершила выступления на профессиональном уровне. Её последней профессиональной командой была ASPTT Dijon-Bourgogne, и по окончании контракта она не стала продлевать карьеру в пелотоне. Тем не менее, спортсменка ещё некоторое время оставалась активной в мире велоспорта: известно, что она продолжала участвовать в отдельных любительских и региональных гонках. Так, в 2014 году Тома стартовала в групповой гонке чемпионата Франции среди женщин и финишировала в пятом десятке. Периодически она появлялась на стартах и позднее – например, в сезоне 2018 отмечено её присутствие в составе женской команды клуба GSC Blagnac Vélo Sport 31. Эти выступления носили уже любительский характер, и после 2012 года Тома не входила в состав команд с профессиональным статусом.

## Достижения
Источник:
2000
- 3-й этап Тура Лимузена[10]
- 3-я на Хроно Наций

2001
- Тур Лимузена
- Трофи феминин Кредит Иммобилье де Франс
- Эссор майеннайс
- Ронде Мэйна

2002
- Чемпионат Франции среди гонщиков до 23 лет — групповая гонка
- 3-я на Чемпионате Франции — групповая гонка
- 3-я на Эссор майеннайс

2003
- 1-й этап Кантальенская неделя
- 3-й этап Тура Лимузена[10]

2004
- Тур Приморской Шаранты:

- генеральная классификация
- 1-й этап

- Тур Ардеш:

- 2-я в генеральной классификации
- 4-й этап

- 3-я на Кантальенской неделе
- 3-я на Ледис Берри Классик Шер

2005
- 3-й этап Тура де ла Дром
- 3-й этап Тура Приморской Шаранты

2006
- Женская национальная трасса Сент-Аманд-Монтронд
- Тур де ла Дром:

- генеральная классификация
- 2-й этап

- 2-я на Чемпионате Франции

2007
- 3-я на Ледис Берри Классик Эндр

2008
- Приз города Монт-Пюжоль
- 3-я на Кубке Франции

2009
- 4-й этап Трофи д’Ор
- 3-й этап Тура Приморской Шаранты
- 3-я на Туре Приморской Шаранты
- 3-я на Классике Вьенна Новая Аквитания

2011
- 3-я на Призе города Монт-Пюжоль

### Статистика выступления наГранд-турах
| Гонка / Год          | 2003           | 2004           | 2005           | 2006 | 2007 | 2008 | 2009 | 2010 | 2011           | 2012           |
| -------------------- | -------------- | -------------- | -------------- | ---- | ---- | ---- | ---- | ---- | -------------- | -------------- |
| Рут де Франс феминин | не проводилась | не проводилась | не проводилась | 24   | —    | 36   | 46   | DNF  | —              | 35             |
| Тур де л'Од феминин  | 56             | —              | 65             | 33   | 46   | 64   | 55   | 53   | не проводилась | не проводилась |

### Рейтинги
| Год                 | 2009  | 2010  |
| ------------------- | ----- | ----- |
| Мировой рейтинг UCI | 166-й | 362-й |
|                     |       |       |
| Источник: UCI       |       |       |